# Muro Lucano
Muro Lucano é uma comuna italiana da região da Basilicata, província de Potenza, com cerca de 6.108 habitantes. Estende-se por uma área de 125 km², tendo uma densidade populacional de 49 hab/km². Faz fronteira com Balvano, Bella, Castelgrande, Colliano (SA), Laviano (SA), Ricigliano (SA), San Fele, San Gregorio Magno (SA).

## Demografia
| Variação demográfica do município entre 1861 e 2011                               |
|                                                                                   |
| Fonte: Istituto Nazionale di Statistica (ISTAT) - Elaboração gráfica da Wikipedia |